# Bert Wheeler
Bert Wheeler (7 de abril de 1895 - 18 de enero de 1968) fue un actor cómico estadounidense, famoso en la década de 1930 por formar un dúo cómico con Robert Woolsey.

## Biografía
Nacido en Paterson (Nueva Jersey), junto a Woolsey recreó los papeles interpretados por ellos en Broadway en su película musical de 1929 Rio Rita. Esto les estableció como humoristas cinematográficos, haciendo comedias de gran popularidad hasta 1937, todas ellas para RKO Pictures, excepto el estreno de 1933 de Columbia So This Is Africa. En estas películas solía actuar Dorothy Lee interpretando a la enamorada de Wheeler. 
Los filmes de Wheeler y Woolsey estaban llenas de diálogos chistosos, canciones pegadizas, juegos de palabras y gags con doble sentido.
Entre los mejores filmes del dúo están los siguientes: Hips Hips Hooray y Cockeyed Cavaliers (ambos de 1934, coprotagonizados por Thelma Todd y Dorothy Lee y dirigidos por Mark Sandrich, justo antes de que este director trabajara en los musicales de Fred Astaire y Ginger Rogers); The Cuckoos (basado en la obra de Clark y McCullough representada en Broadway The Ramblers), Caught Plastered, Peach O'Reno, y Diplomaniacs. 
La pareja decayó a finales de 1935. Las últimas cinco películas de Wheeler y Woolsey se vieron afectadas por una combinación de malos guiones, escasos presupuestos y direcciones poco inspirada. Su film de 1935 The Nitwits fue versionada por Wally Brown y Alan Carney en 1946 con el título Genius at Work.
Finalmente el dúo desapareció a causa del fallecimiento de Woolsey el 31 de octubre de 1938. Wheeler, sin embargo, siguió trabajando hasta su fallecimiento en enero de 1968, ocurrido a causa de un enfisema en la ciudad de Nueva York. Sus últimas actuaciones habían tenido lugar en la televisión. Así, en la temporada televisiva de 1955-1956 Wheeler trabajó junto a Keith Larsen, Kim Winona y Anthony Numkena en la serie televisiva western producida por la CBS Brave Eagle, interpretando a Smokey Joe.
El dúo fue inspiración para los comediantes Eric Morecambe y Ernie Wise.
Bert Wheeler fue enterrado en el Cementerio Calvary de Nueva York.

## Filmografía
| Año                                    | Título                         | Papel                     | Papel                              |
| Año                                    | Título                         | Wheeler                   | Woolsey                            |
| -------------------------------------- | ------------------------------ | ------------------------- | ---------------------------------- |
| 1929                                   | Small Timers (corto)           | Como él mismo             | —                                  |
| 1929                                   | Rio Rita                       | Chick Bean                | Ned Lovett                         |
| 1930                                   | The Cuckoos                    | Sparrow                   | Profesor Cunningham                |
| 1930                                   | Dixiana                        | Peewee                    | Ginger Dandy                       |
| 1930                                   | Half Shot at Sunrise           | Tommy Turner              | Gilbert Simpson                    |
| 1930                                   | Hook, Line and Sinker          | Wilbur Boswell            | Addington Ganzy                    |
| 1931                                   | Everything's Rosie             | —                         | Dr. J. Dockweiler Droop            |
| 1931                                   | Cracked Nuts                   | Wendell Graham            | Zander Ulysses Parkhurst           |
| 1931                                   | The Stolen Jools (corto)       | Himself                   | Himself                            |
| 1931                                   | Too Many Crooks                | Albert "Al" Bennett       | —                                  |
| 1931                                   | Caught Plastered               | Tommy Tanner              | Egbert G. Higginbothom             |
| 1931                                   | Oh! Oh! Cleopatra (corto)      | Marco Antonio             | Julio César                        |
| 1931                                   | Peach O'Reno                   | Wattles                   | Julius Swift                       |
| 1932                                   | Girl Crazy                     | Jimmy Deegan              | Slick Foster                       |
| 1932                                   | The Hollywood Handicap (corto) | Como él mismo             | —                                  |
| 1932                                   | Hold 'Em Jail                  | Curley Harris             | Spider Robbins                     |
| 1933                                   | So This Is Africa              | Wilbur                    | Alexander                          |
| 1933                                   | Diplomaniacs                   | Willy Nilly               | Hercules Glub                      |
| 1933                                   | Signing 'Em Up (corto)         | Como él mismo             | Como él mismo                      |
| 1934                                   | Hips, Hips, Hooray!            | Andy Williams             | Dr. Bob Dudley                     |
| 1934                                   | Cockeyed Cavaliers             | Bert Winstanley           | Bob Maltravers                     |
| 1934                                   | Kentucky Kernels               | Willie                    | Elmer                              |
| 1935                                   | The Nitwits                    | Johnnie                   | Newton                             |
| 1935                                   | A Night at the Biltmore Bowl   | Como él mismo             | —                                  |
| 1935                                   | The Rainmakers                 | Billy                     | Roscoe Horne, the Rainmaker        |
| 1936                                   | Silly Billies                  | Roy Banks                 | Prof. Philip "Painless" Pennington |
| 1936                                   | Mummy's Boys                   | Stanley Wright            | Aloysius C. Whittaker              |
| 1937                                   | On Again — Off Again           | William Hobbs             | Claude Augustus Horton             |
| 1937                                   | High Flyers                    | Jeremiah "Jerry" Lane     | Pierre Potkin                      |
| 1939                                   | The Cowboy Quarterback         | Harry Lynn                | —                                  |
| 1942                                   | Las Vegas Nights               | Stu Grant                 | —                                  |
| 1950                                   | Innocently Guilty              | Hodkinson G. Pogglebrewer | —                                  |
| "—" indica que no actuaba en ese film. |                                |                           |                                    |